# Carex digitata
Carex digitata es una especie de planta herbáceade la familia Cyperaceae. 

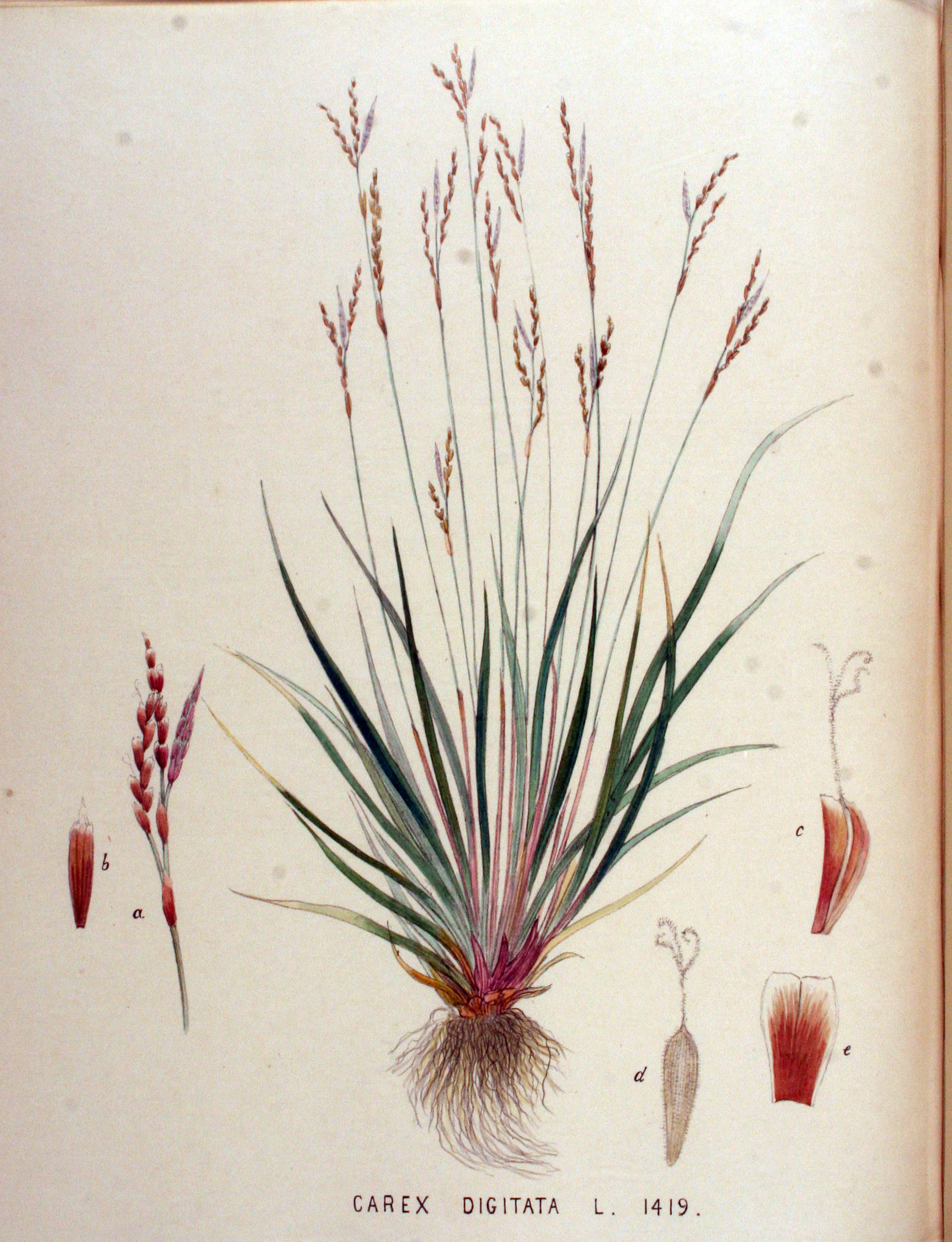
Ilustración

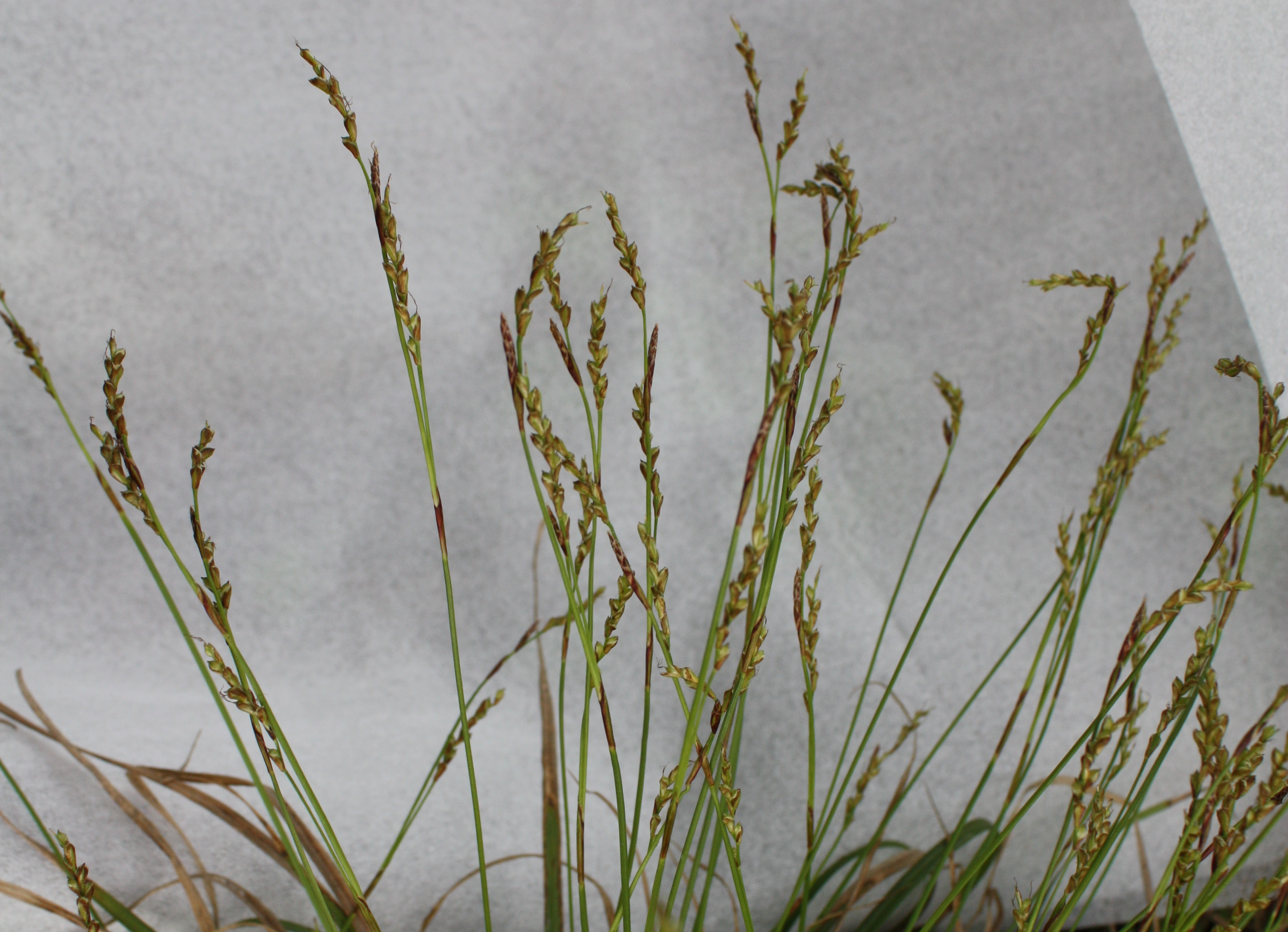
Detalle de la planta

## Descripción
Es una planta laxamente cespitosa, a veces con rizomas de entrenudos algo alargados, ascendentes. Tallos de (9)15-25(30) cm de altura, obtusamente trígonos, lisos o algo escábridos en el ápice, laterales, sin hojas o con 1-2 reducidas a una vaina y un limbo poco desarrollado. Hojas (1)2-4(6) mm de anchura, de longitud mayor o menor que los tallos, ásperas en los bordes de la zona apical, planas, algo rígidas; lígula diminuta, con ápice obtuso o ± redondeado; sin antelígula; vainas basales con limbo desarrollado, de algo rotas a fibrosas, purpúreas, rojizas o de color pardo. Bráctea inferior glumácea, a veces con una punta setácea, envainante. Espiga masculina solitaria, de 6-13,5 mm, linear o estrechamente fusiforme; espigas femeninas (1)2-3, de (11)13-18(22) mm, las superiores agrupadas junto a la masculina, la inferior frecuentemente separada y con un pedúnculo hasta de 3,5 cm, erectas, lineares, laxas. Glumas masculinas de ovales a oblongas, de ápice redondeado a truncado, de color pardo a veces muy obscuro, con ancho margen escarioso; glumas femeninas anchamente obovadas, de ápice truncado o redondeado, en ocasiones mucronulado, de color pardo, con ancho margen escarioso, de longitud igual, mayor o algo menor que los utrículos. Utrículos 3,2-4 × 1-1,5 mm, suberectos, de contorno oval u obovado, trígonos, con los nervios muy poco perceptibles salvo los 2 laterales, pubescentes, estipitados, gradualmente atenuados en un pico de 0,2- 0,3(0,5) mm, entero o cortamente bidentado. Aquenios 2,2-2,5 × (0,9)1-1,2 mm, de contorno elíptico, trígonos, pardo.

## Distribución y hábitat
Se encuentra en los bosques húmedos; a una altitud de 500-1600 metros en Europa y W de Asia. En la península ibérica habita en los Pirineos y zonas próximas.

## Taxonomía
Carex digitata fue descrita por   Carlos Linneo  y publicado en Species Plantarum 975. 1753.
Citología
Número de cromosomas de Carex digitata (Fam. Cyperaceae) y táxones infraespecíficos:  2n = 48*, 50*, 52*, 54*.
Etimología
Ver: Carex
digitata; epíteto latino  que significa "como dedos".
Sinonimia
- Bitteria digitata (L.) Fedde & J.Schust.
- Carex ornithopoda subsp. bulgarica (Velen.) Stoeva & E.D.Popova
- Carex piroskana Nyár.
- Trasus digitatus (L.) Gray[4][5]